# MitOst
MitOst e.V. – niezależna, pozarządowa organizacja pożytku publicznego z siedzibą w Berlinie, zarejestrowana jako stowarzyszenie. MitOst wspiera wymianę kulturową i językową w Europie środkowej, wschodniej i południowo-wschodniej, Azji środkowej i na południowym Kaukazie.

## Historia
Stowarzyszenie zostało założone w 1996 roku i zrzesza obecnie ok. 1 400 członków. Członkami są byli stypendyści programów Fundacji im. Roberta Boscha i osoby zainteresowane wymianą kulturową z 40 krajów. MitOst engażuje się w dziedzinach pojednania pomiędzy narodami i edukacji i realizuje międzynarodowe projekty dotyczące wymiany, kształcenia i kultury. Działania stowarzyszenia służą dobru powszechnemu, a członkowie angażują się nieodpłatnie. MitOst współpracuje z wieloma fundacjami i instytucjami.

## Działalność
Głównymi dziedzinami pracy projektowej MitOst są pojednanie pomiędzy narodami oraz zaangażowanie społeczne. Pomysły na projekty powstają w kręgu członków, w grupach projektowych, które tworzą się z inicjatywy własnej członków. Każdy członek stowarzyszenia może zaplanować własny projekt i złożyć wniosek na jego realizację. Część pieniędzy na projekt musi pochodzić z innych źródeł lub być wniesiona jako wkład własny. Projekty są otwarte dla wszystkich, nie są skierowane tylko do członków stowarzyszenia. Organizowane są międzynarodowe seminaria, warsztaty na aktualne i historyczne tematy, projekty filmowe i wydawnicze, które umożliwiają poznanie języków i kultur, podróże młodych autorów, festiwale teatralne, podróże członków i sponsorów w różne regiony Europy środkowej, wschodniej i południowo-wschodniej.
Punktem kuluminacyjnym w życiu stowarzyszenia jest coroczny MitOst-Festiwal, który odbywa się zawsze w innym mieście: 2003 – Pecz/Węgry, 2004 – Wilno/Litwa, 2005 – Wrocław/Polska, 2006 – Timișoara/Rumunia, 2007 – Görlitz/Zgorzelec, Niemcy/Polska, 2008 – Użhorod/Ukraina, 2009 – Gdańsk/Polska, 2010 – Perm/Rosja i 2011 w České Budějovice/Czechy. Podczas Festiwalu mają miejsce różnorodne prezentacje i pokazywane są projekty MitOst-u, które odniosły sukces. Podczas warsztatów przekazywane są umiejętności m.in. na temat zarządzania projektami. Festiwalowi towarzyszy program kulturalny, który tworzony jest we współpracy z organizacjami partnerskimi. Częścią Festiwalu jest także coroczne zebranie członków stowarzyszenia.
Krajowi przedstawiciele stowarzyszenia MitOst i grupy regionalne przyczyniają się do połączenia w sieć członków w poszczególnych krajach. Bank danych stowarzyszenia umożliwia nawiązanie kontaktów osób o podobnych zainteresowaniach. Raz w roku ukazuje się Magazyn MitOst, w którym można przeczytać artykuły dotyczące różnych aspektów działalności MitOst.

## Programy Fundacji im. Roberta Boscha
Kolejnym polem działalności MitOst są programy Fundacji im. Roberta Boscha, które MitOst realizuje we współpracy z Fundacją im. Roberta Boscha:
- Menedżerzy Kultury z Europy Środkowej i Wschodniej – program stypendialny wspierający kulturę Europy środkowej i wschodniej w Niemczech;
- Kolegium im. Theodora Heussa Fundacji im. Roberta Boscha i MitOst e.V. wspierający odpowiedzialność demokratyczną i zaangażowanie społeczne młodych ludzi w Europie środkowej i wschodniej.